# Liga Națională de handbal feminin 2015-2016, echipele
Acest articol prezintă componența echipelor care participă în Liga Națională de handbal feminin 2015-2016.

### HCM Baia Mare
Antrenor principal:  Aurelian Roșca
Director tehnic:  Ioan Băban
| Nr. | Post            | Nume                              | Data nașterii (vârsta) | Înălțime | Selecții | Goluri | Echipă        |
| --- | --------------- | --------------------------------- | ---------------------- | -------- | -------- | ------ | ------------- |
| 3   | Extremă dreapta | Alexandra do Nascimento           | 16 septembrie 1981     | 1,77 m   |          |        | HCM Baia Mare |
| 4   | Centru          | Laura Oltean2)                    | 20 iulie 1989          | 1,76 m   |          |        | HCM Baia Mare |
| 5   | Inter dreapta   | Melinda Geiger                    | 28 martie 1987         | 1,74 m   |          |        | HCM Baia Mare |
| 6   | Extremă stânga  | Ana Maria Tănăsie                 | 6 aprilie 1995         | 1,70 m   |          |        | HCM Baia Mare |
| 7   | Centru          | Allison Pineau                    | 2 mai 1989             | 1,81 m   |          |        | HCM Baia Mare |
| 9   | Inter stânga    | Gabriella Szűcs                   | 31 august 1984         | 1,83 m   |          |        | HCM Baia Mare |
| 10  | Inter stânga    | Lois Abbingh                      | 13 august 1992         | 1,77 m   |          |        | HCM Baia Mare |
| 11  | Inter stânga    | Gabriela Perianu                  | 20 iunie 1994          | 1,87 m   |          |        | HCM Baia Mare |
| 12  | Portar          | Ionica Munteanu                   | 7 ianuarie 1979        | 1,74 m   |          |        | HCM Baia Mare |
| 15  | Extremă stânga  | Valentina Ardean-Elisei (căpitan) | 5 iunie 1982           | 1,71 m   |          |        | HCM Baia Mare |
| 16  | Portar          | Iulia Dumanska                    | 15 august 1996         |          |          |        | HCM Baia Mare |
| 17  | Pivot           | Katarina Ježić                    | 19 decembrie 1992      | 1,73 m   |          |        | HCM Baia Mare |
| 18  | Inter dreapta   | Elena Gjeorgjievska3)             | 27 martie 1990         | 1,79 m   |          |        | HCM Baia Mare |
| 22  | Centru          | Luciana Marin                     | 13 octombrie 1988      | 1,76 m   |          |        | HCM Baia Mare |
| 23  | Pivot           | Timea Tătar                       | 28 iulie 1989          | 1,71 m   |          |        | HCM Baia Mare |
| 30  | Portar          | Paula Ungureanu                   | 30 martie 1980         | 1,80 m   |          |        | HCM Baia Mare |
| 44  | Inter stânga    | Gabriela Preda                    | 22 iulie 1987          | 1,84 m   |          |        | HCM Baia Mare |
| 73  | Centru          | Mădălina Zamfirescu1)             | 31 octombrie 1994      | 1,78 m   |          |        | HCM Baia Mare |
| 77  | Extremă dreapta | Adriana Nechita                   | 14 noiembrie 1983      | 1,72 m   |          |        | HCM Baia Mare |
| 88  | Inter dreapta   | Patricia Vizitiu                  | 15 octombrie 1988      | 1,75 m   |          |        | HCM Baia Mare |

1) Împrumutată la HC Dunărea Brăila;
2) Până pe 4 ianuarie 2016, când s-a transferat la CSM Bistrița;
3) Contract reziliat de HCM Baia Mare pe cale amiabilă. Handbalista s-a transferat la formația ungară Ipress Center-Vác;

### Corona Brașov
Antrenor principal:  Bogdan Burcea
Antrenor secund:  Dumitru Berbece
| Nr. | Post            | Nume                    | Data nașterii (vârsta) | Înălțime | Selecții | Goluri | Echipă                 |
| --- | --------------- | ----------------------- | ---------------------- | -------- | -------- | ------ | ---------------------- |
| 1   | Portar          | Roxana Ciobanu          |                        |          |          |        | ASC Corona 2010 Brașov |
| 3   | Pivot           | Georgiana Ciuciulete    | 23 aprilie 1987        | 1,75 m   |          |        | ASC Corona 2010 Brașov |
| 4   | Extremă stânga  | Nicoleta Dincă          | 2 august 1988          | 1,70 m   |          |        | ASC Corona 2010 Brașov |
| 7   | Centru          | Oana Bondar             | 26 martie 1983         | 1,78 m   |          |        | ASC Corona 2010 Brașov |
| 8   | Extremă dreapta | Laura Chiper            | 21 august 1989         | 1,73 m   |          |        | ASC Corona 2010 Brașov |
| 9   | Inter stânga    | Carmen Cartaș           | 9 mai 1985             | 1,82 m   |          |        | ASC Corona 2010 Brașov |
| 10  | Pivot           | Anișoara Marcu          | 1 august 1980          |          |          |        | ASC Corona 2010 Brașov |
| 12  | Portar          | Ana Maria Mârcă         | 3 februarie 1984       | 1,77 m   |          |        | ASC Corona 2010 Brașov |
| 13  | Extremă stânga  | Cristina Crețu          | 13 ianuarie 1998       | 1,75 m   |          |        | ASC Corona 2010 Brașov |
| 14  | Extremă dreapta | Marilena Neagu          | 27 octombrie 1989      | 1,70 m   |          |        | ASC Corona 2010 Brașov |
| 16  | Portar          | Denisa Dedu             | 27 septembrie 1994     | 1,81 m   |          |        | ASC Corona 2010 Brașov |
| 17  | Inter dreapta   | Adriana Țăcălie         | 29 ianuarie 1989       | 1,78 m   |          |        | ASC Corona 2010 Brașov |
| 18  | Extremă stânga  | Camelia Hotea (căpitan) | 28 octombrie 1984      | 1,75 m   |          |        | ASC Corona 2010 Brașov |
| 19  | Inter dreapta   | Mihaela Briscan         | 20 februarie 1985      | 1,78 m   |          |        | ASC Corona 2010 Brasov |
| 23  | Extremă dreapta | Ana Maria Berbece       | 23 iulie 1999          | 1,73 m   |          |        | ASC Corona 2010 Brașov |
| 24  | Pivot           | Daniela Rațiu           | 14 septembrie 1988     | 1,73 m   |          |        | ASC Corona 2010 Brașov |
|     | Portar          | Daciana Hosu            | 16 ianuarie 1998       | 1,82 m   |          |        | ASC Corona 2010 Brașov |
|     | Centru          | Iulia Tăbăcaru          |                        |          |          |        | ASC Corona 2010 Brașov |
| 77  | Centru          | Andreea Pricopi         | 20 februarie 1994      | 1,75 m   |          |        | ASC Corona 2010 Brașov |
| 78  | Portar          | Isabela Roșca1)         | 7 august 1996          | 1,82 m   |          |        | ASC Corona 2010 Brașov |
| 81  | Inter dreapta   | Daria Bucur             | 11 iulie 1999          | 1,81 m   |          |        | ASC Corona 2010 Brașov |
| 89  | Inter stânga    | Cristina Zamfir         | 29 septembrie 1989     | 1,84 m   |          |        | ASC Corona 2010 Brașov |
| 99  | Inter stânga    | Sorina Târcă            | 27 mai 1999            | 1,75 m   |          |        | ASC Corona 2010 Brașov |

1) Transferată pe 21 noiembrie 2015 de la CSM Unirea Slobozia;

### HC Dunărea Brăila
Antrenor principal:  Costică Buceschi
| Nr. | Post            | Nume                   | Data nașterii (vârsta) | Înălțime | Selecții | Goluri | Echipă            |
| --- | --------------- | ---------------------- | ---------------------- | -------- | -------- | ------ | ----------------- |
| 1   | Portar          | Lăcrămioara Stan       | 24 aprilie 1995        | 1,78 m   |          |        | HC Dunărea Brăila |
| 2   | Extremă dreapta | Aneta Udriștoiu1)      | 22 iunie 1989          | 1,68 m   |          |        | HC Dunărea Brăila |
| 3   | Inter dreapta   | Mihaela Obedeanu       | 3 aprilie 1996         |          |          |        | HC Dunărea Brăila |
| 5   | Pivot           | Raluca Irimia          | 4 februarie 1990       | 1,81 m   |          |        | HC Dunărea Brăila |
| 6   | Extremă stânga  | Alexandra Orșivschi    | 11 iulie 1994          |          |          |        | HC Dunărea Brăila |
| 7   | Inter stânga    | Irina Marchidanu3)     | 24 iulie 1985          | 1,76 m   |          |        | HC Dunărea Brăila |
| 8   | Inter stânga    | Alina Horjea           | 11 ianuarie 1981       | 1,76 m   |          |        | HC Dunărea Brăila |
| 9   | Pivot           | Oana Apetrei           | 13 noiembrie 1985      | 1,75 m   |          |        | HC Dunărea Brăila |
| 10  | Extremă dreapta | Adina Brot             | 9 octombrie 1983       | 1,76 m   |          |        | HC Dunărea Brăila |
| 12  | Portar          | Gabriela Dobre         | 2 februarie 1982       | 1,71 m   |          |        | HC Dunărea Brăila |
| 13  | Centru          | Nicoleta Eșanu         | 28 februarie 1990      | 1,68 m   |          |        | HC Dunărea Brăila |
| 14  | Inter dreapta   | Ada Moldovan (căpitan) | 15 noiembrie 1983      | 1,75 m   |          |        | HC Dunărea Brăila |
| 15  | Centru          | Diana Axinte           | 16 ianuarie 1996       |          |          |        | HC Dunărea Brăila |
| 16  | Portar          | Gabriela Voicu         | 28 aprilie 1990        | 1,78 m   |          |        | HC Dunărea Brăila |
| 20  | Extremă stânga  | Alina Czeczi           | 15 octombrie 1989      | 1,66 m   |          |        | HC Dunărea Brăila |
| 22  | Extremă dreapta | Carmen Gheorghe        | 22 februarie 1985      | 1,68 m   |          |        | HC Dunărea Brăila |
| 31  | Inter stânga    | Bianca Tiron1)         | 31 mai 1995            | 1,81 m   |          |        | HC Dunărea Brăila |
| 73  | Centru          | Mădălina Zamfirescu2)  | 31 octombrie 1994      | 1,78 m   |          |        | HC Dunărea Brăila |

1) Împrumutate de la HCM Baia Mare în iulie 2015;
2) Împrumutată de la HCM Baia Mare în septembrie 2015;
3) Până pe 15 octombrie 2015;

### CSM București
Antrenor principal:  Kim Rasmussen (din 22 septembrie 2015);
Antrenor principal:  Mette Klit (până pe 16 septembrie 2015);
Antrenor secund:  Rasmus Rygaard Poulsen
Antrenor secund:  Adrian Vasile
| Nr. | Post            | Nume                 | Data nașterii (vârsta) | Înălțime | Selecții | Goluri | Echipă        |
| --- | --------------- | -------------------- | ---------------------- | -------- | -------- | ------ | ------------- |
| 4   | Centru          | Isabelle Gulldén     | 29 iunie 1989          | 1,79 m   |          |        | CSM București |
| 5   | Extremă stânga  | Iulia Curea          | 8 aprilie 1982         | 1,72 m   |          |        | CSM București |
| 8   | Extremă stânga  | Fernanda da Silva    | 25 septembrie 1989     | 1,77 m   |          |        | CSM București |
| 9   | Centru          | Ana Paula Rodrigues  | 18 octombrie 1987      | 1,72 m   |          |        | CSM București |
| 10  | Inter dreapta   | Line Jørgensen       | 31 decembrie 1989      | 1,86 m   |          |        | CSM București |
| 12  | Portar          | Alina Iordache       | 22 martie 1982         | 1,77 m   |          |        | CSM București |
| 13  | Extremă dreapta | Cristina Vărzaru     | 5 decembrie 1979       | 1,67 m   |          |        | CSM București |
| 14  | Inter stânga    | Bianca Bazaliu       | 30 iulie 1997          | 1,81 m   |          |        | CSM București |
| 15  | Centru          | Aurelia Brădeanu     | 5 mai 1979             | 1,80 m   |          |        | CSM București |
| 17  | Inter stânga    | Linnea Torstenson    | 30 martie 1983         | 1,86 m   |          |        | CSM București |
| 18  | Pivot           | Cristina Nan         | 19 mai 1990            | 1,78 m   |          |        | CSM București |
| 19  | Pivot           | Ekaterina Vetkova    | 1 august 1986          | 1,82 m   |          |        | CSM București |
| 20  | Extremă dreapta | Carmen Martín        | 29 mai 1988            | 1,69 m   |          |        | CSM București |
| 22  | Pivot           | Oana Manea (căpitan) | 18 aprilie 1985        | 1,76 m   |          |        | CSM București |
| 25  | Extremă stânga  | Maria Fisker         | 3 noiembrie 1990       | 1,70 m   |          |        | CSM București |
| 77  | Centru          | Elena Nicula         | 1 martie 1994          | 1,65 m   |          |        | CSM București |
| 81  | Inter dreapta   | Deonise Cavaleiro1)  | 20 iunie 1983          | 1,80 m   |          |        | CSM București |
| 84  | Portar          | Mayssa Pessoa        | 11 septembrie 1984     | 1,80 m   |          |        | CSM București |
| 87  | Portar          | Jelena Grubišić      | 20 ianuarie 1987       | 1,84 m   |          |        | CSM București |

1) Devenită liberă de contract pe 27 noiembrie 2015, după ce clubul a întârziat plata salariului handbalistei;

### CS Rapid București
Antrenor principal:  Vasile Mărgulescu
Antrenor secund:
| Nr. | Post            | Nume                   | Data nașterii (vârsta) | Înălțime | Selecții | Goluri | Echipă             |
| --- | --------------- | ---------------------- | ---------------------- | -------- | -------- | ------ | ------------------ |
| 1   | Portar          | Ioana Simion           | 10 februarie 1996      |          |          |        | CS Rapid București |
| 2   | Extremă dreapta | Alina Gheorghe         | 1 aprilie 1995         |          |          |        | CS Rapid București |
| 4   | Extremă dreapta | Ana Maria Chirigiu     | 22 decembrie 1988      |          |          |        | CS Rapid București |
| 5   | Pivot           | Aneta Barcan           | 23 aprilie 1977        | 1,74 m   |          |        | CS Rapid București |
| 7   | Extremă stânga  | Cristina Niculae       | 11 septembrie 1984     | 1,67 m   |          |        | CS Rapid București |
| 8   | Inter dreapta   | Andreea Cruceanu       | 31 mai 1987            | 1,76 m   |          |        | CS Rapid București |
| 10  | Centru          | Alina Dobrin (căpitan) | 11 septembrie 1984     | 1,72 m   |          |        | CS Rapid București |
| 12  | Portar          | Andreea Arghir         | 20 octombrie 1992      | 1,78 m   |          |        | CS Rapid București |
|     | Extremă stânga  | Roxana Bodîrlău        | 29 iunie 1983          | 1,65 m   |          |        | CS Rapid București |
|     | Extremă dreapta | Jeni Drăgan            | 14 mai 1989            |          |          |        | CS Rapid București |
|     | Inter stânga    | Nicoleta Binescu       | 9 decembrie 1987       | 1,77 m   |          |        | CS Rapid București |
| 17  | Inter stânga    | Mihaela Popa           | 4 iunie 1988           | 1,80 m   |          |        | CS Rapid București |
| 18  | Inter stânga    | Alina Moroianu         | 20 ianuarie 1985       |          |          |        | CS Rapid București |
| 20  | Pivot           | Georgiana Bazon1)      | 11 ianuarie 1994       | 1,83 m   |          |        | CS Rapid București |
| 30  | Centru          | Ramona Geană           | 31 iulie 1982          |          |          |        | CS Rapid București |
|     | Inter stânga    | Alexandra Bălan        | 18 februarie 1993      |          |          |        | CS Rapid București |
| 88  | Inter stânga    | Alexandra Trifan       |                        |          |          |        | CS Rapid București |
|     | Pivot           | Mihaela Doica          | 5 februarie 1981       | 1,70 m   |          |        | CS Rapid București |
|     | Pivot           | Alexandra Tufă         | 17 august 1992         |          |          |        | CS Rapid București |
|     | Pivot           | Andreea Bumbu          |                        |          |          |        | CS Rapid București |
|     | Inter dreapta   | Iulia Zaremba          | 12 ianuarie 1988       | 1,76 m   |          |        | CS Rapid București |
|     | Inter dreapta   | Andreea Ivan           | 15 iulie 1995          |          |          |        | CS Rapid București |
|     |                 | Florica Mitrea         | 5 februarie 1980       |          |          |        | CS Rapid București |
|     | Portar          | Mirela Vicea           | 13 iunie 1991          |          |          |        | CS Rapid București |

1) Din ianuarie 2016;

### CS Măgura Cisnădie
Antrenor principal:  Alexandru Weber
Antrenor secund:
| Nr. | Post            | Nume                   | Data nașterii (vârsta) | Înălțime | Selecții | Goluri | Echipă             |
| --- | --------------- | ---------------------- | ---------------------- | -------- | -------- | ------ | ------------------ |
| 1   | Portar          | Cristina Popovici      | 19 octombrie 1989      |          |          |        | CS Măgura Cisnădie |
| 4   | Extremă dreapta | Mădălina Predoi5)      | 4 ianuarie 1992        |          |          |        | CS Măgura Cisnădie |
| 5   | Extremă stânga  | Aurelia Cristoaica     | 8 ianuarie 1986        |          |          |        | CS Măgura Cisnădie |
| 6   | Extremă stânga  | Monica Amoagdei        | 3 mai 1989             |          |          |        | CS Măgura Cisnădie |
| 7   | Extremă stânga  | Mihaela Popescu        | 8 noiembrie 1988       |          |          |        | CS Măgura Cisnădie |
| 8   | Pivot           | Cristiana Ciuplea      | 10 decembrie 1987      |          |          |        | CS Măgura Cisnădie |
| 9   | Inter dreapta   | Carmen Veșcă (căpitan) | 26 mai 1988            |          |          |        | CS Măgura Cisnădie |
|     | Extremă dreapta | Ștefania Florea2)      | 1 februarie 1992       | 1,71 m   |          |        | CS Măgura Cisnădie |
| 10  | Extremă dreapta | Cătălina Preda3)       | 16 ianuarie 1991       | 1,74 m   |          |        | CS Măgura Cisnădie |
| 11  | Pivot           | Ionela Goran           | 18 august 1977         |          |          |        | CS Măgura Cisnădie |
| 12  | Portar          | Iana Sitenko2)         |                        |          |          |        | CS Măgura Cisnădie |
| 14  | Inter dreapta   | Mihaela Stănciulescu   | 8 noiembrie 1988       |          |          |        | CS Măgura Cisnădie |
| 15  | Inter dreapta   | Ioana Manoilă1)        | 11 februarie 1989      | 1,72 m   |          |        | CS Măgura Cisnădie |
| 15  | Pivot           | Irina Lazarin6)        | 27 aprilie 1980        | 1,73 m   |          |        | CS Măgura Cisnădie |
| 16  | Portar          | Paula Vișan4)          | 26 martie 1984         |          |          |        | CS Măgura Cisnădie |
|     | Inter stânga    | Anda Chelaru           |                        |          |          |        | CS Măgura Cisnădie |
| 77  | Inter stânga    | Nataša Krnić Hrvatsko  | 7 august 1987          | 1,83 m   |          |        | CS Măgura Cisnădie |
| 80  | Centru          | Roxana Gatzel          | 28 mai 1980            | 1,71 m   |          |        | CS Măgura Cisnădie |
|     | Centru          | Mariana Cristoaica     | 10 mai 1987            | 1,69 m   |          |        | CS Măgura Cisnădie |
|     | Extremă dreapta | Loredana Pătruțiu4)    |                        |          |          |        | CS Măgura Cisnădie |

1) Până pe 15 octombrie 2015;
2) Până în decembrie 2015;
3) Din decembrie 2015; contract reziliat de CSM Ploiești;
4) Din decembrie 2015;
5) Până în decembrie 2015; transferată la CSM Unirea Slobozia;
6) Contract reziliat de club în aprilie 2016;

### Universitatea Alexandrion Cluj
Antrenor principal:  Carmen Amariei
Antrenor secund:  Luminița Huțupan (din 21 septembrie 2015);
Antrenor secund:  Rodica Petruș (până pe 21 septembrie 2015);
| Nr. | Post            | Nume                       | Data nașterii (vârsta) | Înălțime | Selecții | Goluri | Echipă                         |
| --- | --------------- | -------------------------- | ---------------------- | -------- | -------- | ------ | ------------------------------ |
| 1   | Portar          | Cristina Enache            | 1 mai 1994             | 1,85 m   |          |        | Universitatea Alexandrion Cluj |
| 3   | Extremă dreapta | Magdalena Paraschiv1)      | 11 august 1982         | 1,67 m   |          |        | Universitatea Alexandrion Cluj |
| 4   | Inter stânga    | Alexandra Severin          | 30 martie 1998         | 1,76 m   |          |        | Universitatea Alexandrion Cluj |
| 6   | Extremă stânga  | Abigail Vălean             | 14 februarie 1994      | 1,71 m   |          |        | Universitatea Alexandrion Cluj |
|     | Inter dreapta   | Rebeca Agrijan             | 2 februarie 1997       | 1,75 m   |          |        | Universitatea Alexandrion Cluj |
| 7   | Extremă stânga  | Alexandra Dindiligan       | 16 februarie 1997      | 1,69 m   |          |        | Universitatea Alexandrion Cluj |
| 8   |                 | Viorica Moisin             | 3 aprilie 1997         |          |          |        | Universitatea Alexandrion Cluj |
| 9   | Pivot           | Irina Ivan                 | 6 martie 1992          | 1,85 m   |          |        | Universitatea Alexandrion Cluj |
| 10  | Pivot           | Florina Chintoan (căpitan) | 6 decembrie 1985       | 1,78 m   |          |        | Universitatea Alexandrion Cluj |
| 11  | Extremă dreapta | Sonia Vasiliu              | 11 ianuarie 1996       | 1,82 m   |          |        | Universitatea Alexandrion Cluj |
| 12  | Portar          | Alexandra Prodan           | 11 iunie 1996          |          |          |        | Universitatea Alexandrion Cluj |
| 13  | Inter dreapta   | Cristina Laslo             | 10 aprilie 1996        | 1,76 m   |          |        | Universitatea Alexandrion Cluj |
| 14  | Extremă stânga  | Corina Biriș               | 20 iunie 1997          | 1,77 m   |          |        | Universitatea Alexandrion Cluj |
| 15  | Centru          | Lucreția Tetean            | 25 februarie 1989      | 1,76 m   |          |        | Universitatea Alexandrion Cluj |
| 16  | Portar          | Ana Maria Măzăreanu        | 4 februarie 1993       | 1,80 m   |          |        | Universitatea Alexandrion Cluj |
| 17  | Centru          | Raluca Petruș              | 26 decembrie 1998      |          |          |        | Universitatea Alexandrion Cluj |
| 28  | Pivot           | Roxana Cîrjan              | 28 septembrie 1994     | 1,75 m   |          |        | Universitatea Alexandrion Cluj |
| 29  | Inter dreapta   | Laura Popa                 | 29 iunie 1994          | 1,81 m   |          |        | Universitatea Alexandrion Cluj |
| 30  | Extremă dreapta | Cristina Boian             | 28 aprilie 1994        | 1,64 m   |          |        | Universitatea Alexandrion Cluj |
|     | Extremă stânga  | Antonia Cânța              | 14 ianuarie 1998       |          |          |        | Universitatea Alexandrion Cluj |

1) Până pe 4 ianuarie 2016, când s-a transferat la CSM Bistrița;

### SCM Craiova
Antrenor principal:  Simona Gogîrlă
Antrenor secund:  Grigore Albici
| Nr. | Post            | Nume                       | Data nașterii (vârsta) | Înălțime | Selecții | Goluri | Echipă      |
| --- | --------------- | -------------------------- | ---------------------- | -------- | -------- | ------ | ----------- |
| 1   | Portar          | Mirela Pașca               | 26 septembrie 1985     | 1,78 m   |          |        | SCM Craiova |
| 2   | Extremă dreapta | Andreea Ianași             | 2 decembrie 1992       | 1,70 m   |          |        | SCM Craiova |
| 4   | Extremă dreapta | Ana Maria Horobeț          | 4 octombrie 1985       | 1,68 m   |          |        | SCM Craiova |
| 6   | Extremă stânga  | Carmen Șelaru              | 24 septembrie 1991     | 1,70 m   |          |        | SCM Craiova |
| 7   | Pivot           | Alexandra Iovănescu        | 8 decembrie 1987       | 1,70 m   |          |        | SCM Craiova |
| 8   | Inter stânga    | Alexandra Georgescu        | 31 mai 1995            | 1,77 m   |          |        | SCM Craiova |
| 9   | Inter dreapta   | Jelena Živković            | 6 iulie 1991           | 1,84 m   |          |        | SCM Craiova |
| 10  | Inter dreapta   | Ane Eidem1)                | 21 ianuarie 1993       | 1,73 m   |          |        | SCM Craiova |
| 10  | Centru          | Alexandra Gavrilă3)        | 16 iunie 1995          | 1,71 m   |          |        | SCM Craiova |
| 11  | Centru          | Ana Maria Apipie           | 23 februarie 1992      | 1,68 m   |          |        | SCM Craiova |
| 12  | Portar          | Diana Petrescu             | 27 martie 1990         | 1,80 m   |          |        | SCM Craiova |
| 13  | Centru          | Alexandra Ciucă            |                        |          |          |        | SCM Craiova |
| 14  | Portar          | Jelena Živković            | 9 mai 1987             | 1,77 m   |          |        | SCM Craiova |
| 15  | Pivot           | Laurisa Landre             | 27 octombrie 1985      | 1,74 m   |          |        | SCM Craiova |
| 17  | Inter stânga    | Alexandra Andrei2)         | 17 aprilie 1991        | 1,73 m   |          |        | SCM Craiova |
| 18  | Centru          | Daniela Băbeanu            | 18 noiembrie 1988      | 1,79 m   |          |        | SCM Craiova |
| 22  | Extremă stânga  | Cristina Florică           | 11 mai 1992            | 1,62 m   |          |        | SCM Craiova |
| 26  | Extremă dreapta | Cătălina Cioaric (căpitan) | 11 februarie 1982      | 1,76 m   |          |        | SCM Craiova |
|     | Extremă dreapta | Mădălina Bonea             | 2 iulie 1994           |          |          |        | SCM Craiova |
| 99  | Portar          | Codruța Manolache          | 12 iulie 1998          | 1,70 m   |          |        | SCM Craiova |

1) Handbalista și-a reziliat contractul în septembrie 2015, din motive medicale;
2) Transferată pe 21 decembrie 2015 de la HC Alba Sebeș;
3) Transferată pe 7 ianuarie 2016 de la CSM Ploiești;

### CSM Ploiești
Antrenor principal:  Neven Hrupec
Antrenor secund:  Daniel Gheorghe (din decembrie 2015);
Antrenor secund:  Simona Costache (până în decembrie 2015);
Antrenor cu portarii:  Iulian Emancipatu
| Nr. | Post            | Nume                      | Data nașterii (vârsta) | Înălțime | Selecții | Goluri | Echipă       |
| --- | --------------- | ------------------------- | ---------------------- | -------- | -------- | ------ | ------------ |
| 1   | Portar          | Elena Șerban              | 15 octombrie 1994      | 1,78 m   |          |        | CSM Ploiești |
| 3   | Extremă dreapta | Adriana Vasilescu         | 26 martie 1991         | 1,68 m   |          |        | CSM Ploiești |
| 4   | Inter stânga    | Ivana Božović             | 28 ianuarie 1991       | 1,78 m   |          |        | CSM Ploiești |
| 5   | Pivot           | Ionela Dinu               | 2 martie 1986          | 1,75 m   |          |        | CSM Ploiești |
| 6   | Centru          | Alexandra Gavrilă4)       | 16 iunie 1995          | 1,71 m   |          |        | CSM Ploiești |
| 6   | Extremă dreapta | Ștefania Florea5)         | 1 februarie 1992       | 1,71 m   |          |        | CSM Ploiești |
| 7   | Extremă dreapta | Cătălina Preda2)          | 16 ianuarie 1991       | 1,74 m   |          |        | CSM Ploiești |
| 10  | Centru          | Daciana Balaban           | 17 aprilie 1984        | 1,69 m   |          |        | CSM Ploiești |
| 11  | Inter stânga    | Mihaela Tivadar (căpitan) | 14 iunie 1982          | 1,78 m   |          |        | CSM Ploiești |
| 12  | Portar          | Dragica Tatalović         | 26 noiembrie 1984      | 1,79 m   |          |        | CSM Ploiești |
| 14  | Inter stânga    | Alla Șeiko                | 14 iulie 1983          | 1,76 m   |          |        | CSM Ploiești |
| 17  | Extremă dreapta | Ramona Farcău             | 14 iulie 1979          | 1,70 m   |          |        | CSM Ploiești |
| 18  | Centru          | Andreea Mitrescu          | 18 decembrie 1996      | 1,75 m   |          |        | CSM Ploiești |
| 23  | Pivot           | Irina Burtea              | 5 martie 1983          | 1,80 m   |          |        | CSM Ploiești |
| 26  | Inter dreapta   | Nicoleta Tudor            | 26 noiembrie 1988      | 1,83 m   |          |        | CSM Ploiești |
| 27  | Extremă stânga  | Andreea Chiricuță         | 27 februarie 1994      | 1,66 m   |          |        | CSM Ploiești |
| 31  | Portar          | Alina Dumitru             | 22 mai 1998            |          |          |        | CSM Ploiești |
| 94  | Extremă stânga  | Loredana Gărăcel          | 14 mai 1994            | 1,64 m   |          |        | CSM Ploiești |
| 96  | Extremă stânga  | Alexandra Carașol         | 26 februarie 1996      | 1,75 m   |          |        | CSM Ploiești |
| 97  | Pivot           | Ștefania Boștină1)        | 17 februarie 1997      |          |          |        | CSM Ploiești |
| 99  | Inter dreapta   | Marina Dmitrović          | 23 martie 1985         | 1,82 m   |          |        | CSM Ploiești |
|     | Extremă stânga  | Oana Ionescu3)            | 8 ianuarie 1986        | 1,74 m   |          |        | CSM Ploiești |

1) Transferată de la CSM București 2, în noiembrie 2015, după accidentarea Ionelei Dinu;
2) Contract reziliat de clubul ploieștean în decembrie 2015;
3) Revenită la echipă în decembrie 2015;
4) Contract reziliat pe 6 ianuarie 2016;
5) Din 7 ianuarie 2016;

### HCM Râmnicu Vâlcea
Antrenor principal: Constantin Ștefan
Antrenor secund:  Maria Török-Duca
Antrenor cu portarii:  Nicoleta Lazăr
| Nr. | Post            | Nume                 | Data nașterii (vârsta) | Înălțime | Selecții | Goluri | Echipă             |
| --- | --------------- | -------------------- | ---------------------- | -------- | -------- | ------ | ------------------ |
| 1   | Portar          | Mihaela Băbeanu      | 1 martie 1986          | 1,78 m   |          |        | HCM Râmnicu Vâlcea |
| 7   | Extremă dreapta | Ana Maria Simion     | 5 octombrie 1988       | 1,68 m   |          |        | HCM Râmnicu Vâlcea |
| 8   | Pivot           | Florentina Craiu     | 24 ianuarie 1996       | 1,70 m   |          |        | HCM Râmnicu Vâlcea |
| 9   | Pivot           | Daria Ilina          | 6 ianuarie 1988        | 1,80 m   |          |        | HCM Râmnicu Vâlcea |
| 10  | Centru          | Andreea Adespii      | 9 mai 1990             | 1,78 m   |          |        | HCM Râmnicu Vâlcea |
| 12  | Portar          | Lia Sîntămărean      | 19 martie 1988         | 1,74 m   |          |        | HCM Râmnicu Vâlcea |
| 14  | Extremă stânga  | Diana Predoi         | 11 mai 1995            | 1,72 m   |          |        | HCM Râmnicu Vâlcea |
| 15  | Extremă stânga  | Hermina Stoicănescu  | 17 decembrie 1996      |          |          |        | HCM Râmnicu Vâlcea |
| 16  | Portar          | Daniela Vălean       | 15 iulie 1988          | 1,76 m   |          |        | HCM Râmnicu Vâlcea |
| 18  | Extremă stânga  | Carmina Bădiță       | 5 aprilie 1989         | 1,68 m   |          |        | HCM Râmnicu Vâlcea |
| 21  | Centru          | Roxana Cherăscu      | 25 iulie 1980          | 1,74 m   |          |        | HCM Râmnicu Vâlcea |
| 22  | Inter dreapta   | Janina Rouă          | 22 noiembrie 1986      | 1,78 m   |          |        | HCM Râmnicu Vâlcea |
| 23  | Extremă stânga  | Anita Čampa1)        | 15 august 1983         | 1,86 m   |          |        | HCM Râmnicu Vâlcea |
| 25  | Centru          | Mihaela Ani-Senocico | 14 decembrie 1981      | 1,74 m   |          |        | HCM Râmnicu Vâlcea |
| 26  | Inter stânga    | Mădălina Chirilă     | 26 iunie 1994          | 1,78 m   |          |        | HCM Râmnicu Vâlcea |
| 33  | Pivot           | Manuela Manda        | 22 iulie 1980          | 1,89 m   |          |        | HCM Râmnicu Vâlcea |
|     | Inter stânga    | Florina Biro         |                        |          |          |        | HCM Râmnicu Vâlcea |

1) Până în decembrie 2015;

### HCM Roman
Antrenor principal:  Florentin Pera
Antrenor secund:  Viorel Lazăr
| Nr. | Post            | Nume                     | Data nașterii (vârsta) | Înălțime | Selecții | Goluri | Echipă    |
| --- | --------------- | ------------------------ | ---------------------- | -------- | -------- | ------ | --------- |
| 1   | Portar          | Andreea Polocoșer        | 15 iunie 1991          | 1,82 m   |          |        | HCM Roman |
| 2   | Centru          | Loredana Vîrtic          | 2 iunie 1996           | 1,73 m   |          |        | HCM Roman |
| 5   | Extremă stânga  | Lăcrămioara Cîlici       | 16 august 1990         |          |          |        | HCM Roman |
| 6   | Inter dreapta   | Diana Druțu              | 1 mai 1987             | 1,89 m   |          |        | HCM Roman |
| 7   | Extremă stânga  | Ana Maria Iuganu         | 25 februarie 1990      | 1,75 m   |          |        | HCM Roman |
| 8   | Pivot           | Mirela Vîlcu             | 5 mai 1991             |          |          |        | HCM Roman |
| 9   | Extremă dreapta | Oana Chitacu             | 12 august 1986         |          |          |        | HCM Roman |
| 10  | Pivot           | Anca Caramalău           | 26 decembrie 1997      |          |          |        | HCM Roman |
| 11  | Extremă dreapta | Ionela Ciobanu           | 10 iulie 1996          |          |          |        | HCM Roman |
| 13  | Extremă dreapta | Andreea Dincu            | 13 aprilie 1990        | 1,70 m   |          |        | HCM Roman |
| 15  | Extremă stânga  | Mădălina Lița            | 10 noiembrie 1996      |          |          |        | HCM Roman |
| 16  | Portar          | Viktoria Timoșenkova     | 4 noiembrie 1983       | 1,83 m   |          |        | HCM Roman |
| 18  | Pivot           | Raluca Agrigoroaie       | 19 iulie 1983          | 1,74 m   |          |        | HCM Roman |
| 17  | Centru          | Carmen Stoleru (căpitan) | 11 octombrie 1986      | 1,73 m   |          |        | HCM Roman |
| 20  | Inter dreapta   | Jasna Tošković           | 16 martie 1989         | 1,89 m   |          |        | HCM Roman |
| 22  | Portar          | Tereza Pîslaru           | 28 aprilie 1982        | 1,86 m   |          |        | HCM Roman |
| 23  | Centru          | Irina Glibko             | 18 februarie 1990      | 1,70 m   |          |        | HCM Roman |
| 24  | Inter stânga    | Marinela Gherman         | 28 martie 1985         | 1,80 m   |          |        | HCM Roman |
| 44  | Pivot           | Cynthia Tomescu1)        | 30 iulie 1991          | 1,80 m   |          |        | HCM Roman |

1) Împrumutată de la HCM Baia Mare în august 2015;

### HC Alba Sebeș
Antrenor principal:  Seviștean Popa
Antrenor secund:  Alina Șorodoc
| Nr. | Post            | Nume               | Data nașterii (vârsta) | Înălțime | Selecții | Goluri | Echipă        |
| --- | --------------- | ------------------ | ---------------------- | -------- | -------- | ------ | ------------- |
|     | Portar          | Paula Vișan2)      | 26 martie 1984         |          |          |        | HC Alba Sebeș |
|     | Portar          | Bianca Curmenț     | 12 iunie 1997          | 1,81 m   |          |        | HC Alba Sebeș |
|     | Portar          | Lenuța Mormeci     | 26 martie 1984         |          |          |        | HC Alba Sebeș |
|     | Extremă stânga  | Bianca Bogdan      | 29 martie 1999         |          |          |        | HC Alba Sebeș |
|     | Extremă stânga  | Paula Hoha         |                        |          |          |        | HC Alba Sebeș |
|     | Extremă stânga  | Ana Maria Dima3)   |                        |          |          |        | HC Alba Sebeș |
|     | Inter stânga    | Alexandra Andrei1) | 17 aprilie 1991        | 1,73 m   |          |        | HC Alba Sebeș |
|     | Inter stânga    | Mihaela Pătuleanu  | 2 ianuarie 1989        | 1,80 m   |          |        | HC Alba Sebeș |
|     | Inter stânga    | Cristina Predoi    | 10 august 1993         | 1,78 m   |          |        | HC Alba Sebeș |
|     | Inter stânga    | Iulia Andrei       | 19 martie 1997         | 1,76 m   |          |        | HC Alba Sebeș |
|     | Centru          | Alina Șorodoc      | 24 iulie 1976          | 1,66 m   |          |        | HC Alba Sebeș |
|     | Centru          | Andreea Pătuleanu  | 9 mai 1992             | 1,78 m   |          |        | HC Alba Sebeș |
|     | Pivot           | Ana Ciolan         | 29 septembrie 1992     | 1,80 m   |          |        | HC Alba Sebeș |
|     | Pivot           | Cristina Pop       |                        |          |          |        | HC Alba Sebeș |
|     | Pivot           | Nicoleta Safta     | 17 noiembrie 1994      | 1,76 m   |          |        | HC Alba Sebeș |
|     | Inter dreapta   | Lavinia Dobromir   | 3 iulie 1983           | 1,76 m   |          |        | HC Alba Sebeș |
|     | Inter dreapta   | Andreea Ivan4)     | 18 februarie 1991      |          |          |        | HC Alba Sebeș |
|     | Extremă dreapta | Nicoleta Rusu      | 26 februarie 1987      | 1,64 m   |          |        | HC Alba Sebeș |
|     | Extremă dreapta | Cristina Mitrache  | 2 februarie 1997       | 1,75 m   |          |        | HC Alba Sebeș |

1) Până pe 21 noiembrie 2015; transferată la SCM Craiova;
2) Până în decembrie 2015; transferată la CS Măgura Cisnădie;
3) Transferată pe 10 ianuarie 2016 de la Chimia Râmnicu Vâlcea;
4) Devenită liberă de contract în noiembrie 2015, după ce a reclamat la FRH neplata salariului;

### CSM Unirea Slobozia
Antrenor principal:  Victorina Bora
| Nr. | Post            | Nume                | Data nașterii (vârsta) | Înălțime | Selecții | Goluri | Echipă              |
| --- | --------------- | ------------------- | ---------------------- | -------- | -------- | ------ | ------------------- |
| 1   | Portar          | Georgiana Martin    | 24 martie 1982         |          |          |        | CSM Unirea Slobozia |
| 3   | Inter           | Adina Grigoraș      | 8 ianuarie 1992        |          |          |        | CSM Unirea Slobozia |
| 5   | Inter dreapta   | Ana Maria Dragut    | 24 februarie 1990      |          |          |        | CSM Unirea Slobozia |
| 6   | Inter           | Raluca Dăscălete    | 8 ianuarie 1992        |          |          |        | CSM Unirea Slobozia |
| 8   | Centru          | Mihaela Popescu     | 8 noiembrie 1988       |          |          |        | CSM Unirea Slobozia |
| 10  | Extremă stânga  | Irina Simion        | 18 noiembrie 1990      |          |          |        | CSM Unirea Slobozia |
| 12  | Portar          | Andreea Nica2)      | 3 august 1988          |          |          |        | CSM Unirea Slobozia |
| 14  | Extremă stânga  | Mirabela Cricleviț  | 6 august 1984          | 1,65 m   |          |        | CSM Unirea Slobozia |
|     | Pivot           | Raluca Băcăoanu     | 2 mai 1989             |          |          |        | CSM Unirea Slobozia |
| 20  | Extremă dreapta | Cristiana Nica      | 28 octombrie 1987      | 1,65 m   |          |        | CSM Unirea Slobozia |
|     | Centru          | Andreea Enescu      | 4 octombrie 1981       | 1,80 m   |          |        | CSM Unirea Slobozia |
|     | Portar          | Isabela Roșca5)     | 7 august 1996          | 1,82 m   |          |        | CSM Unirea Slobozia |
|     | Inter dreapta   | Alina Ilie          | 13 mai 1996            | 1,77 m   |          |        | CSM Unirea Slobozia |
|     | Centru          | Andreea Dospin      | 27 septembrie 1985     | 1,70 m   |          |        | CSM Unirea Slobozia |
|     | Pivot           | Lorena Ostase       | 25 iulie 1997          | 1,79 m   |          |        | CSM Unirea Slobozia |
|     | Extremă dreapta | Mădălina Toma       | 22 mai 1992            |          |          |        | CSM Unirea Slobozia |
|     | Extremă stânga  | Radostina Genkova1) | 12 septembrie 1988     | 1,70 m   |          |        | CSM Unirea Slobozia |
|     | Inter           | Cristina Strahan    | 24 iunie 1992          | 1,78 m   |          |        | CSM Unirea Slobozia |
|     | Inter dreapta   | Andreea Mărginean   | 17 ianuarie 1990       |          |          |        | CSM Unirea Slobozia |
| 15  | Inter dreapta   | Ioana Manoilă3)     | 11 februarie 1989      | 1,72 m   |          |        | CSM Unirea Slobozia |
| 7   | Inter stânga    | Irina Marchidanu4)  | 24 iulie 1985          | 1,76 m   |          |        | CSM Unirea Slobozia |
|     | Extremă dreapta | Mădălina Predoi6)   | 4 ianuarie 1992        |          |          |        | CSM Unirea Slobozia |
|     | Inter dreapta   | Andreea Ivan7)      | 18 februarie 1991      |          |          |        | CSM Unirea Slobozia |

1) A semnat cu CSM Unirea Slobozia pe 28 iulie 2015, după accidentarea Cameliei Carabulea;
2) Decedată pe 18 octombrie în urma unui accident de parașutism;
3) Transferată în octombrie 2015 de la CS Măgura Cisnădie;
4) Transferată în octombrie 2015 de la HC Dunărea Brăila;
5) Până pe 21 noiembrie 2015; transferată la Corona Brașov;
6) Transferată în octombrie 2015 de la HC Alba Sebeș;
7) Din ianuarie 2016;

### HC Zalău
Antrenor principal:  Gheorghe Tadici
Antrenor secund:  Elena Tadici
| Nr. | Post            | Nume                       | Data nașterii (vârsta) | Înălțime | Selecții | Goluri | Echipă   |
| --- | --------------- | -------------------------- | ---------------------- | -------- | -------- | ------ | -------- |
| 1   | Portar          | Ana Maria Inculeț          | 21 octombrie 1994      | 1,82 m   |          |        | HC Zalău |
| 3   | Centru          | Adina Cîrligeanu           | 11 martie 1991         | 1,80 m   |          |        | HC Zalău |
| 5   | Inter dreapta   | Larisa Tămaș               | 16 mai 1994            | 1,76 m   |          |        | HC Zalău |
| 6   | Extremă stânga  | Andrada Pop                | 6 septembrie 1993      | 1,77 m   |          |        | HC Zalău |
| 8   | Extremă dreapta | Florina Țurcaș             | 4 februarie 1989       | 1,70 m   |          |        | HC Zalău |
| 9   | Extremă stânga  | Andrada Trif               | 20 octombrie 1990      | 1,74 m   |          |        | HC Zalău |
| 10  | Centru          | Valentina Bardac (căpitan) | 1 ianuarie 1988        | 1,65 m   |          |        | HC Zalău |
| 12  | Portar          | Andreea Cheța              | 5 iulie 1991           | 1,90 m   |          |        | HC Zalău |
| 12  | Portar          | Diana Diaconu              | 5 decembrie 1991       |          |          |        | HC Zalău |
|     | Inter dreapta   | Eliza Cicic                | 29 decembrie 1994      | 1,77 m   |          |        | HC Zalău |
| 15  | Centru          | Sabine Klimek              | 13 martie 1991         | 1,73 m   |          |        | HC Zalău |
| 16  | Portar          | Adina Mureșan              | 7 martie 1992          | 1,75 m   |          |        | HC Zalău |
| 17  | Inter dreapta   | Teodora Bloj               | 31 ianuarie 1986       | 1,80 m   |          |        | HC Zalău |
|     | Portar          | Adina Sabău                | 12 februarie 1997      |          |          |        | HC Zalău |
| 18  | Extremă stânga  | Roxana Rob                 | 29 mai 1992            | 1,73 m   |          |        | HC Zalău |
| 19  | Inter stânga    | Anca Onicaș                | 21 mai 1996            | 1,87     |          |        | HC Zalău |
| 20  | Inter stânga    | Maria Constantinescu       | 18 iunie 1994          | 1,78 m   |          |        | HC Zalău |
| 22  | Pivot           | Alexandra Lazăr            | 22 ianuarie 1993       |          |          |        | HC Zalău |
| 23  | Inter dreapta   | Diana Puiu                 | 24 august 1991         | 1,78 m   |          |        | HC Zalău |
|     | Pivot           | Georgiana Bazon1)          | 11 ianuarie 1994       | 1,83 m   |          |        | HC Zalău |

1) Până în decembrie 2015;